# ميخائيل بيركنز
ميخائيل بيركنز (بالإنجليزية: Michael Perkins)‏ هو شاعر أمريكي، ولد في 3 نوفمبر 1942 في لانسنغ في الولايات المتحدة.